# Industriell ekonomi (utbildning)
Industriell ekonomi är ett eklektiskt ämnesområde i gränssnittet mellan teknik och management. Industriell ekonomi brukar användas som det övergripande namnet på en rad delämnen relaterade till ingenjörers förståelse, ledning och utveckling av affärer och värdeskapande i teknikintensiva företag och organisationer. Några exempel på centrala delområden är innovationsledning, produktionsekonomi, industriell marknadsföring, teknikbaserad affärsutveckling, logistik, projektledning, organisation, entreprenörskap samt teknisk och industriell omvandling.
Ämnen, kurser och utbildningar som tillhör området finns under olika benämningar på de flesta större tekniska universitet och högskolor i Europa. Vanliga engelska benämningarna på ämnesområdet är Industrial Management, Technology Management och Industrial Engineering and Management.
Industriell ekonomi skall inte förväxlas med Industrial Economics, vilket är ett delområde inom nationalekonomisk mikroteori.

## Historik
Industriell ekonomi är ett över 100 år gammalt ämnesområde och har sina historiska rötter i den industriella revolutionen under decennierna före och efter år 1900. Ämnet är starkt förknippat med framväxten av de stora teknikföretagen och den massproducerande tillverkningsindustrin. Mycket av ämnets ursprungliga fokus riktades följaktligen mot hur man genom ledning, organisation och ekonomisk styrning kan åstadkomma effektiva produktions- och tillverkningsprocesser. Ett centralt teoretiskt bidrag var maskiningenjören Fredrick W. Taylors (1856–1915) bok The Principles of Scientific Management (1911) och en tidig förebild var det amerikanska bilföretaget Ford Motor Companys sätt att styra företagets massproduktion av bl.a. T-Forden.
I takt med att industribegreppet och ingenjörsyrkets innehåll har utvecklats över tiden har också ämnet industriell ekonomi breddats för att även inkludera de dynamiska aspekterna av utveckling, innovation och förändring i industriella verksamheter. Samtidigt har ämnet kommit att tillämpas på allt fler branscher och typer av verksamheter. Under de senaste decennierna har det japanska bilföretaget Toyota varit en stark förebild för produktions- och verksamhetsstyrning (känt som Lean production eller mager produktion) i en rad olika branscher. Ledning av teknikutveckling, digital transformation, nya affärsmodeller samt näringslivets omställning mot ökad hållbarhet är andra exempel på aktuella forskningsområden.
I Sverige inleddes undervisning i ekonomi för teknologerna på Kungliga Tekniska högskolan (KTH) redan i slutet av 1800-talet. I och med att den första läraren i industriell ekonomi och organisation anställdes vid KTH år 1912 etablerades dock ämnet på allvar och 1939 inrättade KTH också Sveriges första professur inom ämnesområdet. Industriell ekonomi och organisation var länge intimt förknippat med maskinteknik. Civilingenjörsutbildning i industriell ekonomi inleddes vid Linköpings universitet 1969 och har därefter kommit att erbjudas vid flera lärosäten i landet. Den akademiska forskningen var länge sparsam, men 1972 examinerades Sveriges första teknologie doktor i inom ämnet vid KTH. Idag är industriell ekonomi ett av de största och mest populära områdena inom svensk ingenjörsutbildning.

## I Sverige

### Industriell ekonomi: svensk historia i årtal
- 1912 – Erik Forsberg, överingenjör på Separator (dagens Alfa Laval), anställdes som speciallärare i industriell ekonomi och organisation vid Kungliga Tekniska högskolan (KTH)
- 1916 – Läroboken Industriell ekonomi: allmänna grunder och principer jämte tillämpningar på praktiskt viktiga fall gavs ut med Erik Forsberg som författare
- 1939 – Carl Tarras Sällfors utsågs till Sveriges första professor i industriell ekonomi och organisation vid KTH
- 1969 – Linköpings universitet startade Sveriges första civilingenjörsprogram i industriell ekonomi
- 1972 – Sven Åke Johansson blev Sveriges första teknologie doktor i industriell ekonomi och organisation vid KTH
- 1980-talet – Chalmers och Luleå tekniska universitet startade civilingenjörsprogram i industriell ekonomi
- 1990-talet – KTH och Lunds universitet startade civilingenjörsprogram i industriell ekonomi
- 2020 - Uppsala universitet startade ett civilingenjörsprogram i industriell ekonomi

### Utbildningar i Industriell ekonomi
I Sverige finns utbildningar inom området vid samtliga tekniska fakulteter i landet i form av civilingenjörs-, högskoleingenjörs- eller mastersprogram. Programmens övergripande syfte är att integrera ekonomi och management med ämneskunskaper i teknik och ingenjörsvetenskap. Programmen kan indelas i tre kategorier:
- 1) generella program inom industriell ekonomi
- 2) program inriktade mot ledning av produktionsprocesser och försörjningskedjor
- 3) program inriktade mot innovationsledning och entreprenörskap.[3]

Civil- och högskoleingenjörsprogrammen i industriell ekonomi kräver typiskt förkunskaper från naturvetenskapliga och tekniska program på gymnasiet. Dessa program är ofta generella och består vanligtvis av ca 1/3 kurser inom ekonomi och management, ca 1/3 kurser i matematik, naturvetenskap och olika teknikämnen, och 1/3 kurser inom olika breddande ämnen eller valbar inriktning. Masterprogrammen är ofta mer specialiserade inom ett managementområde och kräver typiskt förkunskaper från en högskoleingenjörsexamen eller kandidatexamen i teknik.

## Internationellt
Akademiska utbildningar i industriell ekonomi finns under olika benämningar på de flesta ledande tekniska universitet och högskolor i Europa och Asien. Exempel på andra benämningar är: på franska Ingenieur du Génie Industriel, italienska Ingegneria gestionale, norska Industriell økonomi, spanska Ingeniera de Organizacion Industrial samt tyska Wirtschaftsingenieurwesen. I Storbritannien och USA, vilka har en delvis annan akademisk tradition där ingenjörer ibland kompletterar med en master från en handelshögskola, är utbildningsprogram i industriell ekonomi inte lika vanliga. I Norden finns utbildningar i industriell ekonomi vid 35 universitet med tekniska fakulteter.